# Semproniano
Semproniano (Samprugnano fino al 1963) è un comune italiano di 1 010 abitanti della provincia di Grosseto in Toscana.

## Geografia fisica

### Territorio
Il territorio comunale di Semproniano si estende su una superficie di poco più di 80 km², nella parte più interna delle Colline dell'Albegna e del Fiora, che proprio in questa zona tendono ad elevarsi sensibilmente, giungendo in prossimità delle pendici del cono vulcanico del Monte Amiata, che svetta in direzione nord/nord-est. Confina a ovest e a nord con il comune di Roccalbegna, a nord-est con i comuni di Santa Fiora e Castell'Azzara, a sud-est con il comune di Sorano, a sud con il comune di Manciano.
Il territorio si estende praticamente ovunque a quote collinari medio-alte, facendo registrare nei centri abitati la quota minima di 470 metri s.l.m. nella frazione di Rocchette di Fazio e la quota massima di 881 metri s.l.m. nella frazione di Petricci, situata per l'altitudine che la caratterizza in area montana.
- Classificazione sismica: zona 2 (sismicità medio-alta), Ordinanza PCM 3274 del 20/03/2003

### Clima
In base ai dati medi disponibili per il trentennio 1951-1980 per la stazione meteorologica di Petricci e di seguito riportati nella tabella, la temperatura media annua si aggira sugli 11,6 °C ai 750 metri s.l.m. di Petricci, mentre le precipitazioni medie annue fanno registrare un valore attorno ai 1250 mm nella medesima località, a causa dell'effetto stau causato dal massiccio del Monte Amiata rispetto ai possibili venti di scirocco, ostro e libeccio, oltre alla probabilità di attività termoconvettiva durante i mesi più caldi dell'anno: tale valore pluviometrico si accosta maggiormente a quelli di altre località amiatine, piuttosto che a quelli che si rilevano in altri centri delle Colline dell'Albegna e del Fiora.
| Località | altitudine       | temperatura media annua | precipitazioni medie annue | media di riferimento |
| -------- | ---------------- | ----------------------- | -------------------------- | -------------------- |
| Petricci | 750 metri s.l.m. | 11,6 °C                 | 1252 mm                    | 1951-1980            |

Questi, invece, i dati della stazione meteorologica di Semproniano, a 485 metri s.l.m., basati sul periodo 1993-2020 e appartenente al http://www.sir.toscana.it/Semproniano [TOS11000055]:
| Semproniano        | Gen  | Feb  | Mar  | Apr  | Mag  | Giu  | Lug  | Ago  | Set  | Ott  | Nov  | Dic  |
| ------------------ | ---- | ---- | ---- | ---- | ---- | ---- | ---- | ---- | ---- | ---- | ---- | ---- |
| T. max. media (°C) | 11,0 | 11,7 | 14,3 | 17,9 | 22,4 | 26,6 | 29,5 | 29,8 | 26,3 | 21,2 | 15,9 | 11,8 |
| T. min. media (°C) | 4,2  | 4,6  | 7,0  | 10,1 | 13,5 | 16,8 | 19,7 | 19,6 | 16,4 | 12,3 | 8,0  | 4,9  |

I 2 357 gradi giorno registrati nel centro di Semproniano includono l'intero territorio comunale in zona E, consentendo l'accensione degli impianti di riscaldamento nel periodo 15 ottobre-15 aprile per un massimo di 14 ore giornaliere
- Classificazione climatica: zona E, 2357 GG
- Diffusività atmosferica: alta, Ibimet CNR 2002

## Storia
La tradizione fa risalire l'origine di Semproniano alla romana Gens Sempronia e, nelle vicinanze (zona di Rocchette di Fazio), sono stati ritrovati resti archeologici di una fattoria risalente al periodo etrusco.
La documentazione storica risale sicuramente a prima dell'anno mille, quando i borghi di Semproniano e Rocchette appartenevano al feudo della famiglia Aldobrandeschi.
Verso la metà del Trecento il paese si sottomise a Siena, rimanendo così nel territorio della Repubblica fino al Cinquecento, epoca in cui venne conquistato temporaneamente dagli Spagnoli prima di entrare definitivamente nel Granducato di Toscana.
Seguì un lungo periodo di abbandono e decadenza, tanto che il centro venne successivamente inglobato per un lungo periodo nel Comune di Roccalbegna, fino a divenire autonomo il 29 gennaio 1963.

### Simboli
Il leone era simbolo degli antichi feudatari Aldobrandeschi.
Il gonfalone è un drappo di bianco.

## Monumenti e luoghi d'interesse

### Architetture religiose

#### Chiese parrocchiali

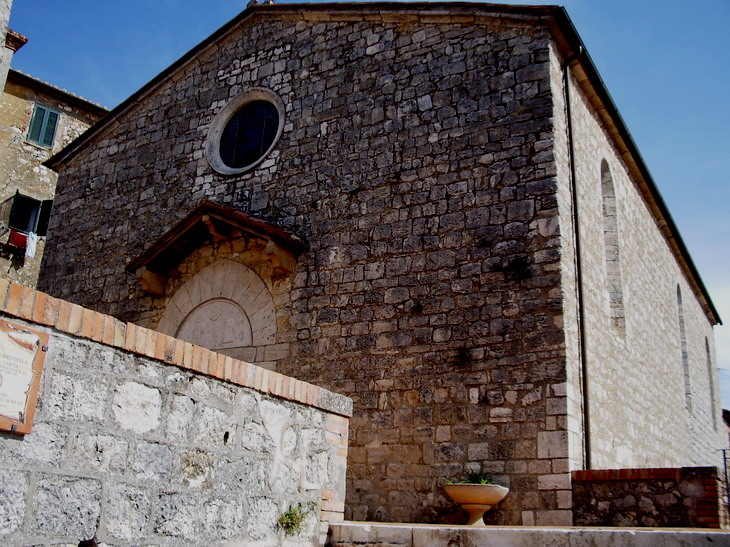
Chiesa di San Vincenzo e Anastasio

- Pieve dei Santi Vincenzo e Anastasio, edificata nel corso del XIII secolo e restaurata a fine XVI secolo, conserva all'interno alcune opere cinquecentesche.
- Pieve di Santa Lucia a Catabbio
- Chiesa della Santissima Annunziata a Cellena
- Chiesa di San Giuseppe a Petricci

#### Chiese minori

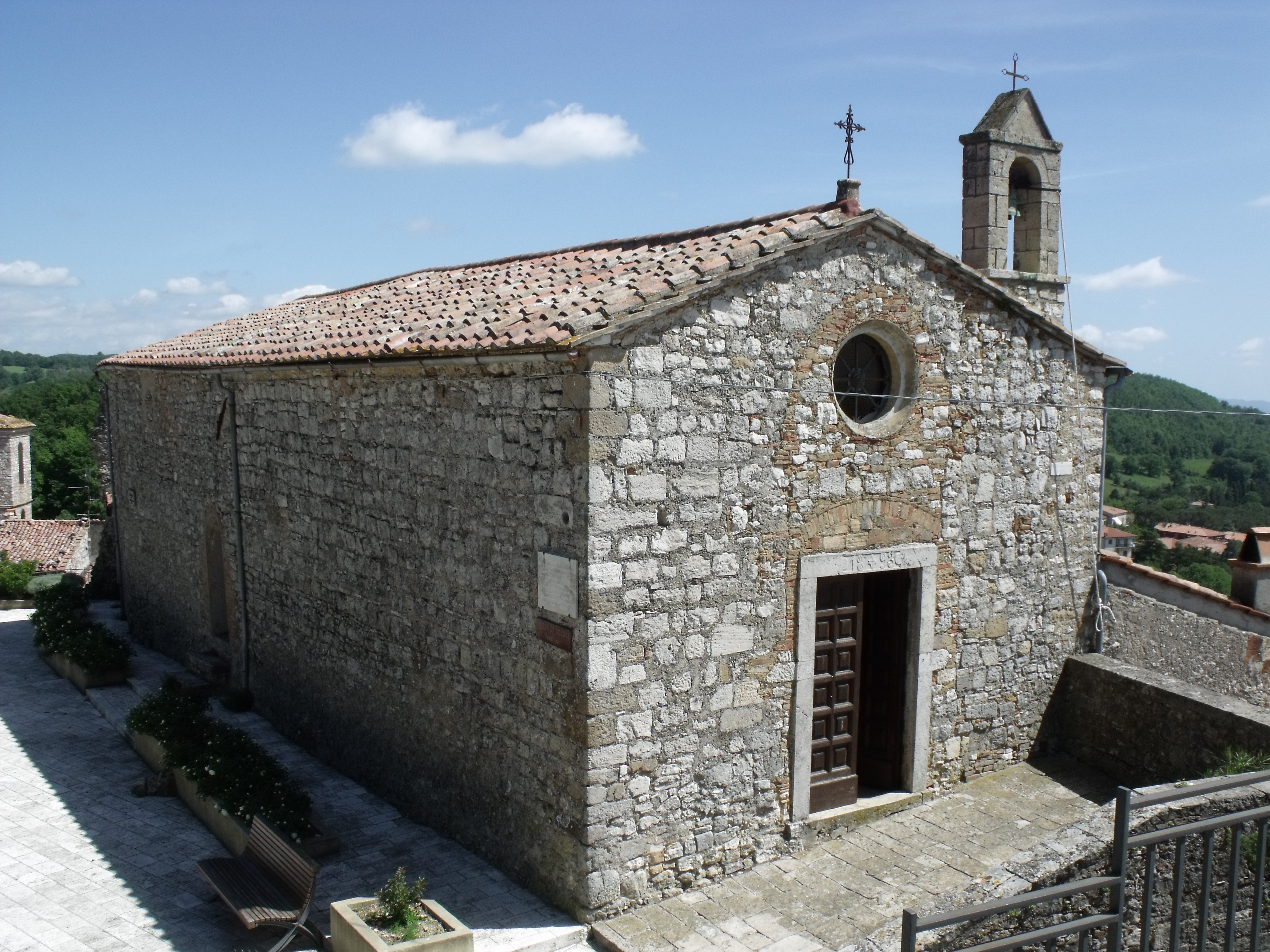
Chiesa di Santa Croce

- Chiesa di San Giovanni, situata in corso Italia, si tratta di un edificio moderno che funge de facto da sede della parrocchia dei Santi Vincenzo e Anastasio.
- Chiesa di Santa Croce, edificata in epoca medievale e restaurata nel XX secolo in stile neogotico, conserva un crocifisso ligneo.
- Oratorio di San Rocco, piccola chiesa situata fuori delle mura nel cuore dell'abitato moderno, trasformata in monumento ai caduti durante il secolo scorso.
- Chiesa della Madonna delle Grazie, risalente al XVI secolo, si trova fuori dall'abitato all'inizio della strada per Saturnia. Conserva al suo interno alcune opere del XVIII secolo.
- Chiesa di Sant'Anna a Catabbio
- Pieve di Santa Cristina, situata a Rocchette di Fazio, si presenta in stile romanico ed era un luogo di culto dell'ordine dei Templari.
- Chiesa di Santa Maria, nota anche come chiesa della Consolazione, è situata nella piazza principale all'ingresso di Rocchette di Fazio.

### Architetture civili
- Palazzo Civico, di origini medievali, si trova nel centro storico di Semproniano.
- Palazzo del Vicario Mediceo, di epoca medievale, è situato nel borgo di Semproniano.
- Palazzo dell'Ospedaletto, edificio trecentesco situato a Rocchette di Fazio, che in passato ospitò l'ordine dei Templari.
- Palazzo Pretorio, situato nel Castello di Rocchette di Fazio, era il palazzo civico in epoca medievale.
- Villa di Corte Vecchia, situata nell'omonima località nella parte orientale del territorio comunale, si presenta in stile rinascimentale con teatro di verzura.

### Architetture militari

#### Cinte murarie
- Mura di Semproniano
- Mura di Rocchette di Fazio

#### Castelli e fortificazioni
- Rocca aldobrandesca di Semproniano, fortificazione di origini medievale, di cui si conservano i ruderi nella parte alta del borgo di Semproniano, nei pressi della chiesa di Santa Croce.
- Rocca aldobrandesca di Rocchette di Fazio, situata nella parte sommitale del borgo di Rocchette di Fazio, si presenta sotto forma di imponenti ruderi recentemente restaurati.
- Castello di Catabbio, fortificazione di origini medievali situata presso la località di Catabbio, in seguito trasformato in residenza dei vescovi della Diocesi di Sovana, prima di divenire un complesso rurale privato.

### Aree naturali
- Riserva naturale Bosco dei Rocconi, si estende su 371 ettari tra i comuni di Semproniano e Roccalbegna, a nord-ovest della frazione di Rocchette di Fazio, lungo un tratto del medio corso del fiume Albegna.
- Oasi WWF Bosco Rocconi, si estende sui 139 ettari di proprietà del WWF Italia, all'interno della sopra citata Riserva naturale.
- Centro recupero animali selvatici della Maremma (CRASM) e Centro recupero animali selvatici esotici (CRASE), area gestita dal WWF che ospita sia animali selvatici autoctoni feriti in cura e convalescenza, fornendo ricovero anche a esemplari di specie esotiche sequestrati. Si trova lungo la strada per Saturnia, in località La Casaccia.
- Centro per rapaci minacciati (CERM), promosso dall'Unione di comuni Amiata Grossetano nell'ambito del progetto LIFE Natura "Biarmicus", ospita nibbi reali e capovaccai in funzione di progetti di reintroduzione in natura. È situato presso Rocchette di Fazio, in località Posticce.
- Olivone di Fibbianello, pianta di ulivo ultramillenario, situata nei pressi della strada che conduce a Saturnia, a circa tre chilometri a valle di Semproniano. La pianta è rimasta gravemente danneggiata da un incendio doloso nel 1998.

## Società

### Evoluzione demografica
Abitanti censiti

### Distribuzione degli abitanti
| Frazioni                | Abitanti (2011) | Altitudine |
| ----------------------- | --------------- | ---------- |
| Semproniano (capoluogo) | 487             | 601        |
| Catabbio                | 175             | 504        |
| Petricci                | 121             | 732        |
| Cellena                 | 70              | 691        |
| Rocchette di Fazio      | 27              | 471        |
| Altre località          | 264             | -          |

### Etnie e minoranze straniere
Secondo i dati ISTAT al 31 dicembre 2009 la popolazione straniera residente era di 97 persone. Le nazionalità maggiormente rappresentate in base alla loro percentuale sul totale della popolazione residente erano:
- Romania, 35 - 2,93%
- Germania, 23 - 1,93%

## Cultura

### Biblioteche
La biblioteca comunale di Semproniano è situata in via Dante Alighieri e dispone di un patrimonio librario di circa 1 800 volumi.

## Geografia antropica

### Frazioni
- Catabbio, frazione situata in prossimità del bivio che da una parte porta a Pitigliano, dall'altra a Manciano, si sviluppò nelle vicinanze dell'antico castello aldobrandesco, il castello di Catabbio, sorto dopo l'anno Mille e successivamente trasformato in fattoria fortificata.
- Cellena, piccolo paese agricolo posto alle pendici dell'omonima ripa che con i suoi 881 m s.l.m. costituisce il rilievo principale del territorio comunale di Semproniano. La vista spazia dalla valle del Fiora al monte Civitella, che sovrasta l'abitato di Selvena. Girando lo sguardo si risale l'alto corso del Fiora fino al monte Amiata e al monte Labbro.
- Petricci, paese di origini recenti, sebbene le radici storiche del territorio sul quale presiede risalgano al IX secolo d.C. Sul finire del XVIII secolo il piccolo nucleo abitato, costituito solo da un caseggiato e da una cappella privata dedicata a sant'Antonio da Padova, viene prescelto perché unico luogo di culto presente nel territorio ed insistente sulla principale strada di comunicazione che dall'Amiata conduceva alla Maremma.
- Rocchette di Fazio, frazione situata ad ovest del centro del capoluogo comunale, rispetto al quale dista circa 3 km. L'abitato è un borgo medievale che sorge su una pittoresca rupe calcarea, alle porte della Riserva naturale Bosco dei Rocconi.

## Amministrazione
| Periodo | Periodo   | Primo cittadino  | Partito                               | Carica  | Note |
| ------- | --------- | ---------------- | ------------------------------------- | ------- | ---- |
| 1993    | 2003      | Luciano Petrucci | centro-destra Insieme per Semproniano | Sindaco |      |
| 2003    | 2013      | Gianni Bellini   | centro-destra Insieme per Semproniano | Sindaco |      |
| 2013    | 2018      | Miranda Brugi    | centro-sinistra Uniti per Semproniano | Sindaco |      |
| 2018    | in carica | Luciano Petrucci | centro-destra Semproniano bene comune | Sindaco |      |

### Altre informazioni amministrative
Il comune fa parte dell'unione dei comuni montani Amiata Grossetana.

## Galleria d'immagini

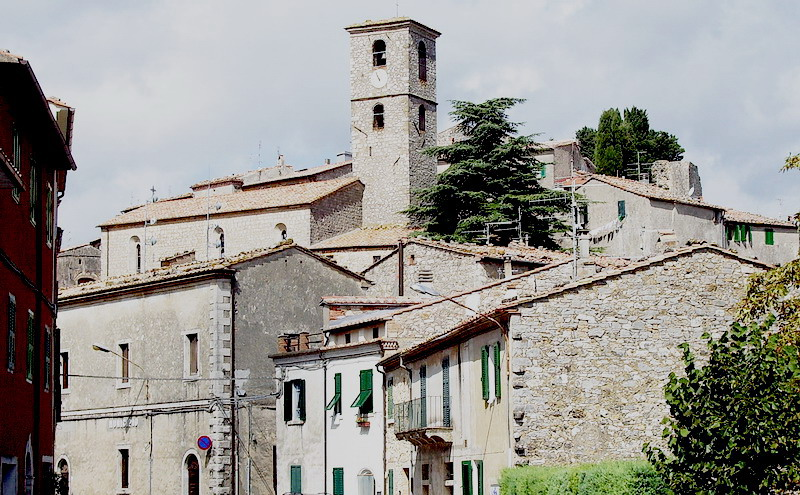
Scorcio del centro storico
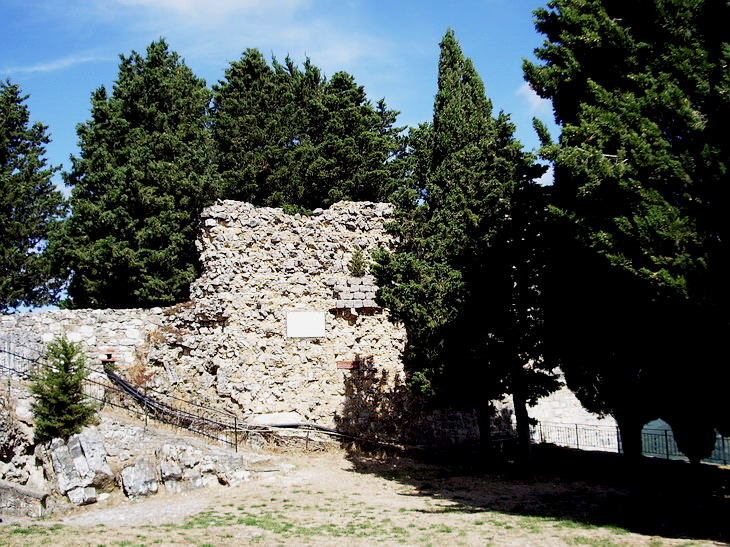
La Rocca aldobrandesca
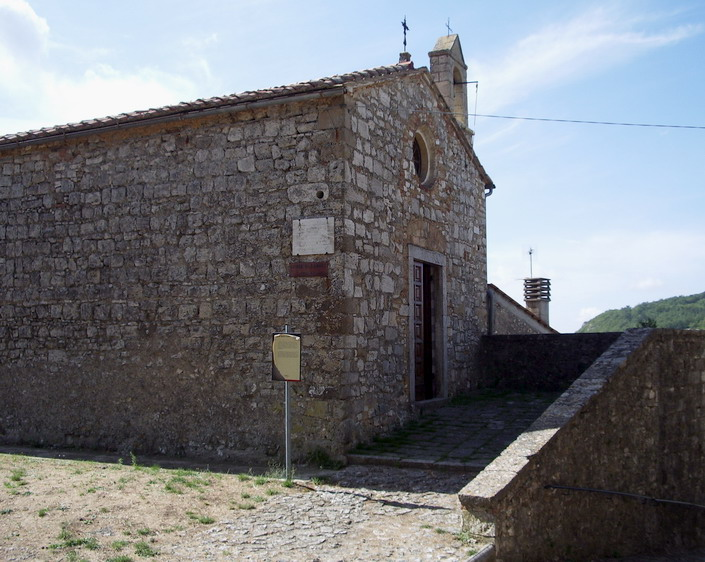
L'Oratorio di Santa Croce
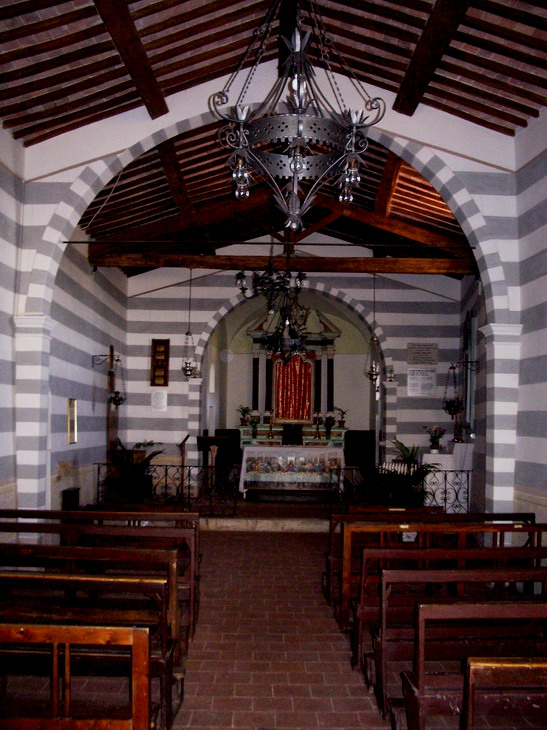
Interno dell'oratorio di Santa Croce
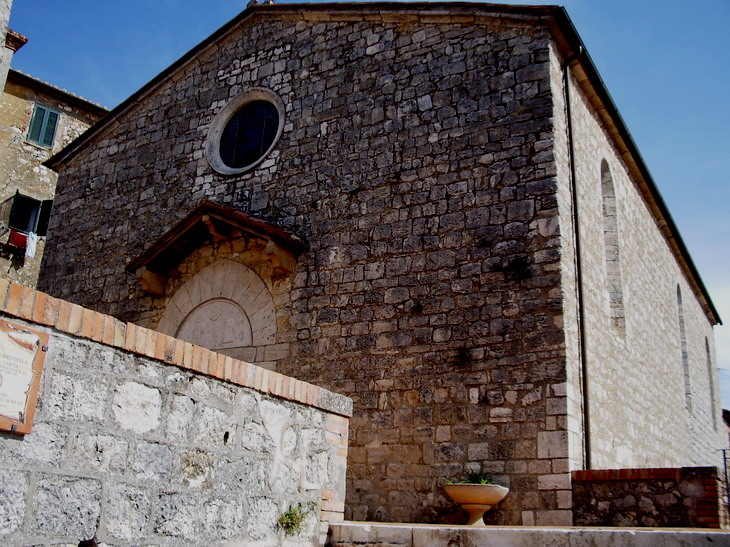
La pieve dei Santi Vincenzo e Anastasio
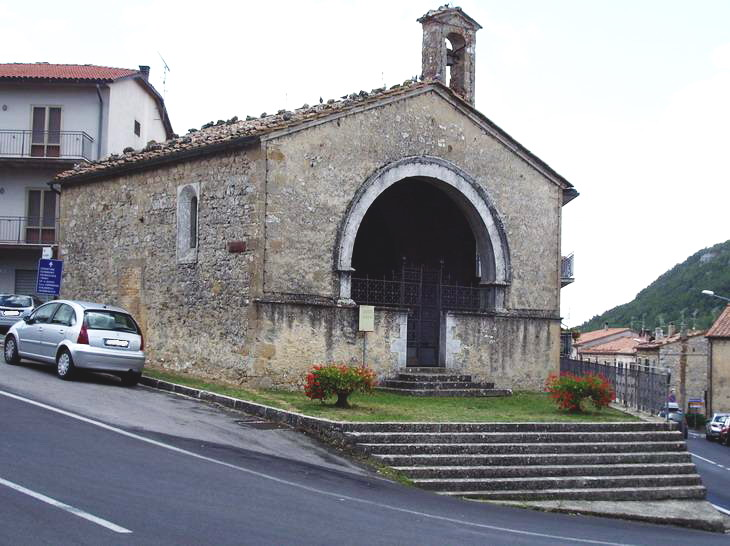
L'oratorio di San Rocco, monumento ai caduti di Semproniano
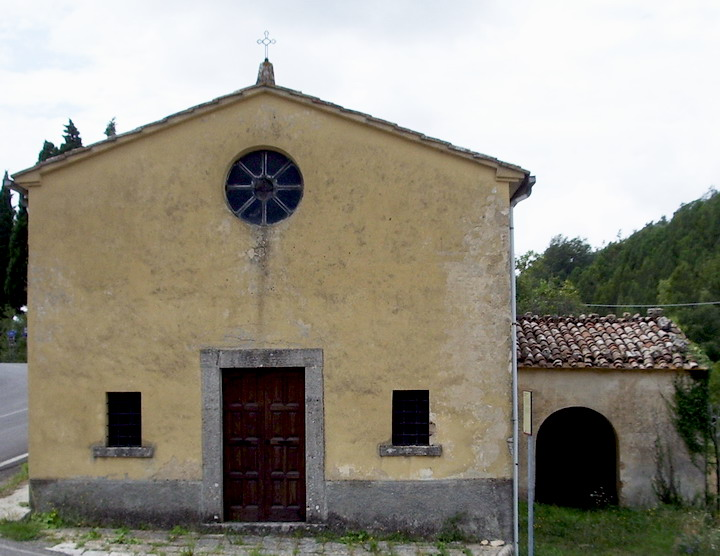
La chiesa della Madonna delle Grazie